# 21852 Bolander
21852 Bolander è un asteroide della fascia principale. Scoperto nel 1999, presenta un'orbita caratterizzata da un semiasse maggiore pari a 2,4243762 UA e da un'eccentricità di 0,1524913, inclinata di 5,88683° rispetto all'eclittica.